# متولد شدن و رشد کردن
«متولد شدن و رشد کردن» تک‌آهنگی از هنرمند اهل ایالات متحده آمریکا دی‌جی خالد، پیت‌بول، ، ریک راس است که در سال ۲۰۰۵ میلادی منتشر شد.